# Erik Olof Åkerlund
Erik Olof Åkerlund, född 7 mars 1827 i Härnösands församling i Västernorrlands län, död 22 november 1903 i Maria Magdalena församling i Stockholm, var en svensk byggmästare och murarmästare verksam i Stockholm.
Åkerlund gick som lärling hos fadern 1845–1847. Han var medlem av Murmästareämbetet 1856–1893. Under överinseende av arkitekten och professorn Carl Gustaf Blom Carlsson byggde han gamla Katarina realskola vid Katarina västra kyrkogata i Stockholm 1856. Han stod också bakom bangårdshotellet Hotell Göteborg, till vilket han själv troligtvis upprättade ritningarna, 1861.
Erik Olof Åkerlund var gift med Johanna Wennström (1817–1882). Han var far till konstnären Johan Åkerlund (född 1856) och farfar till professor Åke Åkerlund.
Han är begravd i Åkerlundska familjegraven på Norra begravningsplatsen i Stockholm.